# Референдум у Білорусі (2022)
Республіканський референдум щодо внесення змін та доповнень до Конституції Республіки Білорусь (біл. Рэспубліканскі рэферэндум па пытанні ўнясення змяненняў і дапаўненняў у Канстытуцыю Рэспублікі Беларусь) — всенародне голосування (референдум) щодо внесення змін та доповнень до Конституції Республіки Білорусь, що відбулося у неділю 27 лютого 2022 року.
Перші заяви про зміну конституції з'явилися у 2016 році. Проте серйозно цим почали займатися після президентських виборів 2020 року. Для цього створено  спеціальна комісія, яка займалася внесенням правок до Конституції.[⇨]. Наприкінці 2021 року влада республіки опублікувала майже фінальний варіант нової Конституції і представила його на всенародне обговорення. Незалежні експерти сходяться на думці, що нова Конституція практично не змінить стан справ у країні та поточної політичної кон'юнктури[⇨]. Перед референдумом політична ситуація в країні залишається нестабільною: правозахисники визнали політв'язнями понад 1000 осіб, порушено близько 5 тисяч «протестних» кримінальних справ[⇨].
У разі схвалення більшістю громадян нової редакції Конституції в країні з'явиться новий орган влади — Всебілоруські народні збори — який буде наділений найширшими повноваженнями[⇨].
В день референдуму в Білорусі відбулися антивоєнні протести, пов'язані з вторгненням Росії в Україну зокрема з території Білорусі.

## Передісторія

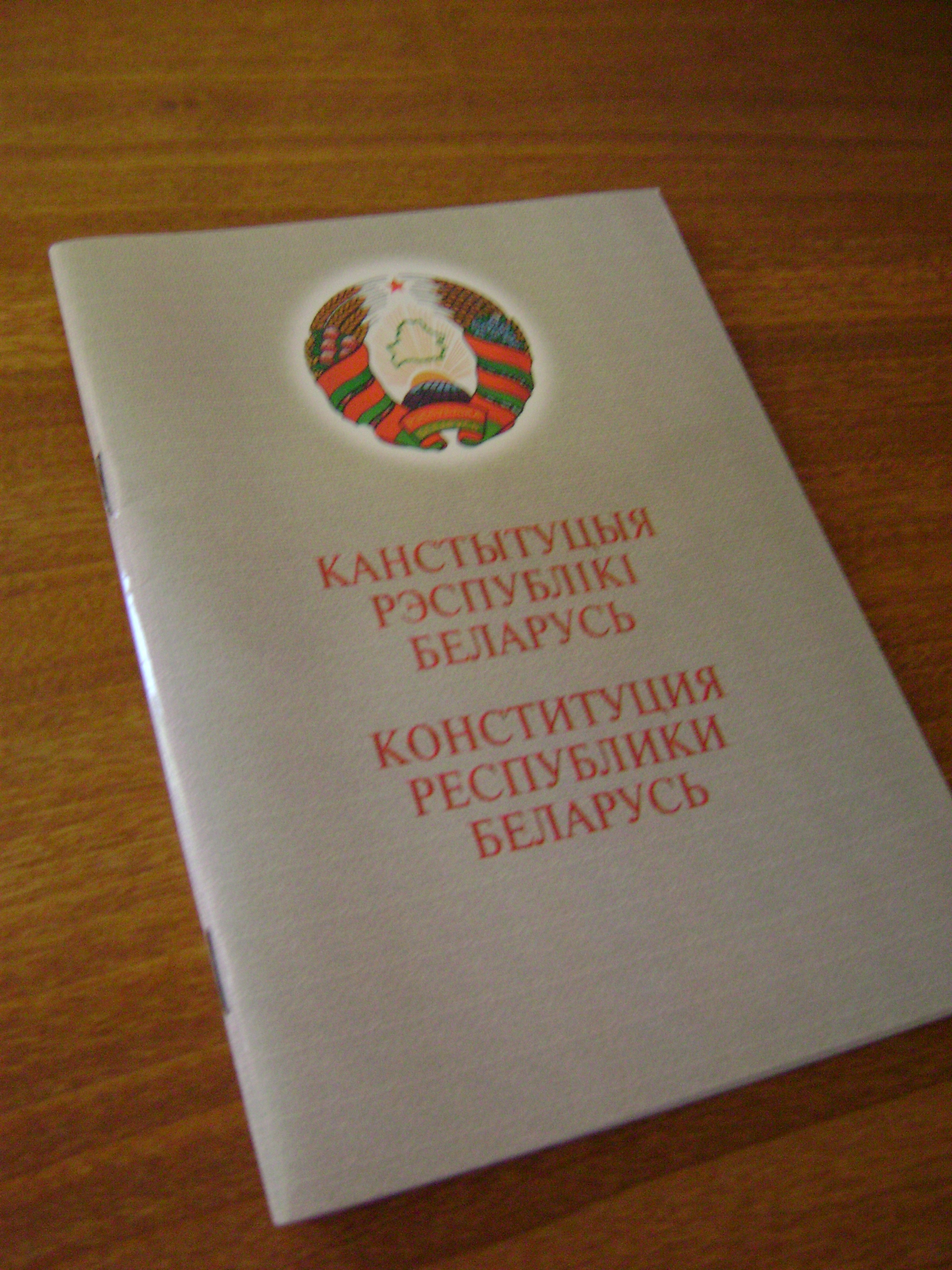
Конституція Республіки Білорусь

У 2016 році Олександр Лукашенко висловив думку про можливість коригування Конституції у майбутньому. 26 червня 2020 року заявлено про підготовку до перегляду основного закону Білорусії. До цього главі держави приносили два варіанти нової Конституції. Однак він їх відхилив.
28 березня у Відні відбулося спеціальне засідання постійної ради ОБСЄ, присвячене ситуації в Білорусії. На ньому виступив представник влади республіки. Той заявив, що конституційна реформа — це єдиний спосіб провести нові вибори до закінчення чергового, шостого, п'ятирічного терміну Олександра Лукашенка. Він також заявив, що під час конституційної реформи відбудеться лібералізація політичної системи Білорусії, підвищиться роль політичних партій, зміниться Виборче законодавство.
15 березня 2021 року президент Білорусії підписав указ про створення конституційної комісії. Вона має розробити пропозиції щодо зміни Конституції та забезпечити їхнє всенародне обговорення. Очолив комісію голова Конституційного суду країни Петро Міклашевич. Його заступниками стали голови двопалатного парламенту — Наталія Кочанова Голови Ради Республіки) і Володимир Андрійченко (голова представників). До складу комісії також увійшли представники культури та спорту, державної влади, члени Національних зборів, науковці, різні громадські діячі, начальники підприємств. Після свого створення комісія розпочала збір пропозицій від громадян щодо внесення правок до Конституції. Будь-яка людина могла відправити свою пропозицію на електронну пошту або ж написати її письмово і відправити по поштовому зв'язку.
Незадовго до цього, 10 березня, білоруська опозиція представила свій проект Конституції, який передбачає перехід від президентської форми правління до парламентської. Також у даному проекті Конституції пропонується змінити підхід до місцевого самоврядування, змінити державну символіку на біло-червоно-білий прапор та герб «Погоня», скасувати страту, залишити російську та білоруську державними мовами з посиленням позицій останнього, змінити систему освіти республіки.

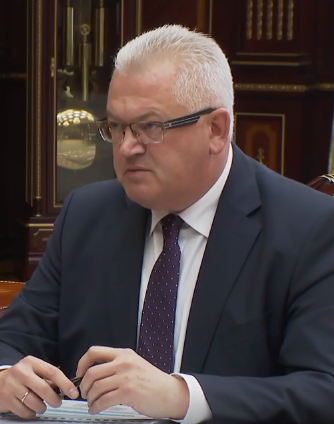
Ігор Карпенко — новий голова ЦВК

На цей референдум новим головою Центральної виборчої комісії країни було призначено колишнього міністра освіти Ігора Карпенка. Колишнього голову комісії Лідію Єрмошину було відправлено у відставку. Не секрет, що багато членів виборчих комісій — вчителі, працівники системи освіти. Після президентських виборів 2020 року незадоволені громадяни накинулися на працівників системи освіти із претензіями. Є думка, що саме через це деякі вчителі відмовляться брати участь у цій кампанії. Тому, вважає журналіст Сергій Пульша, основне завдання Карпенка — «це формування „слухняних“ комісій». На його думку, новий голова ЦВК «має залучити до комісій тих самих вчителів, і забезпечити „правильне голосування“ на дільницях».
20 січня президент Білорусії Олександр Лукашенко підписав Указ № 14 «Про призначення республіканського референдуму», згідно з яким референдум у країні пройде 27 лютого. Цим же указом було визначено підсумкове формулювання питання. Відповідно до законів Білорусії, рішення, яке буде прийнято за підсумком референдуму, набуде чинності через 10 днів після офіційного опублікування цього рішення, та має обов'язкову силу.
21 січня відбулося перше засідання ЦВК щодо підготовки до республіканського конституційного референдуму. Для референдуму буде надруковано понад 7 мільйонів бюлетенів. Також буде проведено дострокове голосування, яке розпочнеться 22 лютого 2022 року. Як заявили в комісії, на референдум буде витрачено трохи більше 20 мільйонів білоруських рублів (~ 8,6 мільйонів доларів США).
Загалом після опублікування проекту Конституції, за заявою Національного центру правової інформації, надійшло 8919 відгуків від громадян республіки. 99,25 % відгуків, що надійшли, підтримують проект змін. У більшості пропозицій спрямовані на уточнення редакцій норм більшості статей Конституції. Тільки 13 пропозицій спрямовані на збереження чинної редакції Основного закону країни (0,15 %), 27 (0,3 %) — проти запропонованих коригувань Конституції.
Відомий випадок, коли за пропозиції щодо зміни Основного закону країни був затриманий чоловік похилого віку. Він відправив свої побажання до місцевої газети, за що 4 січня до нього додому нагрянули правоохоронці, провели обшук та заявили про порушення проти нього кримінальної справи за статтею про розпалювання ненависті та ворожнечі. Незабаром він опинився в ізоляторі. За статтею про розпалювання ворожнечі пенсіонеру загрожує від трьох до п'яти років ув'язнення. Пізніше ця газета опублікувала замітку, в якій натякнула, що саме вона видала чоловіка співробітникам правоохоронних органів. Вони зробили це через те, що в його пропозиціях містилися «фашистські гасла», «поливання брудом» керівництва країни та «юдин поцілунок у кожному рядку». У своїй публікації редакція назвала його «протестуном», а його думки «одноклітинними».
27 січня Центральна виборча комісія розпорядилася зняти шторки з кабінок для голосування та сформувати «молодіжні загони» для охорони виборчих дільниць на референдумі щодо змін до Конституції. Заборону на шторки в кабінках для голосування комісія пояснила «високим ризиком зараження коронавірусною інфекцією». При цьому вони запевнили, що таємниця голосування після нововведення не постраждає. У свою чергу голова Центрвиборчкому Ігор Карпенко заявив, що вони прибрали «шторки з кабінок, щоб провітрювання краще було». Політолог Артем Шрайбман вважає, що цей захід «покликаний працювати на фактор страху, щоб люди думали, що за ними стежать».

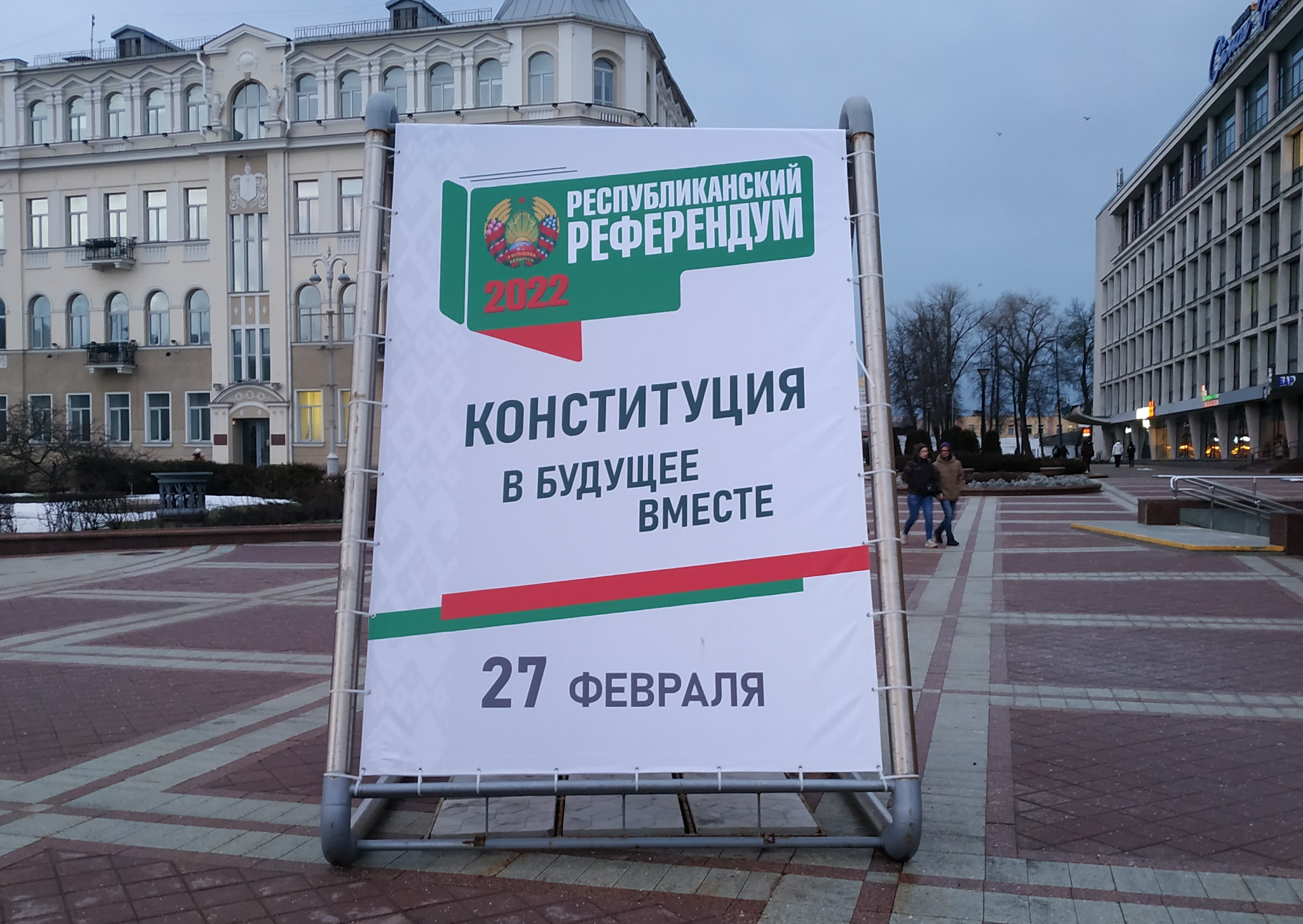
Рекламний стенд на площі Незалежності в Мінську

Влада республіки розгорнула досить масштабну кампанію з реклами референдуму. Вони організували «безстрашний» флешмоб із учасниками виборчих комісій, організовували агітаційні концерти, знімали рекламні відео ролики та показували їх по телебаченню та в інтернеті. Мабуть, найцікавішою рекламою стали рекламні відеоролики із закликом прийти на референдум. Сюжет у них приблизно той самий: людина чи група людей вирішує розважитися під час дня голосування. Однак коли вони приходять на місце зустрічі, виявляють себе на самоті. Після фрази «Де все?» З'являється заклик прийти на референдум. Також є відеоролик, в якому на тлі пісні «Хочу змін!» закадровий голос зачитує агітаційну промову із закликом прийти на референдум. До участі у рекламних відеороликах також залучаються військові. Старий спосіб з листівками влада не забула. На будинках держустанов та в громадських місцях вони вивішують плакати з інформацією про референдум, а також роздають листівки.
Незадовго до референдуму стало відомо, що Центрвиборчком вирішив засекретити членів виборчих комісій. За словами представника ЦВК Ігоря Карпенка, рішення було ухвалено з метою безпеки: у 2020 році, коли в Білорусії відбулися президентські вибори, співробітникам дільничних комісій надходило багато загроз. Проте, згідно з Виборчим кодексом країни, у рішенні про утворення комісій мають зазначатися прізвище, ім'я, по батькові кожного члена комісії, спосіб висування до складу комісії, місце знаходження та номери телефонів комісії. У відповідь люди стали звинувачувати владу республіки за порушення Виборчого кодексу. Проте голова Центрвиборчкому, відповідаючи на ці закиди, заявив, що «вся процедура була проведена відповідно до виборчого законодавства».
18 лютого на прес-конференції у Національному прес-центрі начальник головного управління охорони правопорядку та профілактики міліції громадської безпеки МВС Олександр Купченя заявив, що працівники правоохоронних органів порушили дев'ять кримінальних справ, пов'язаних із проведенням референдуму. Кримінальні справи завели за статтями про перешкоджання праву на участь у референдумі, незаконні дії щодо персональних даних, про наклеп або псування майна.
20 лютого КДБ Білорусії заявив про затримання групи людей, яка, за даними комітету, надсилала членам виборчкомів листи від імені міліціонерів та суддів, у яких утримувалися прямі погрози. Вони також «закликали псувати бюлетені, залякувати членів виборчих комісій та загрожувати їм».

## Загальна інформація

### Календарний план з підготовки та проведення референдуму
| Етап                                                                                              | Дата                 |
| ------------------------------------------------------------------------------------------------- | -------------------- |
| Направлення учасникам референдуму повідомлень про час та місце голосування                        | до 16 січня          |
| Створення дільниць для голосування                                                                | до 1 лютого          |
| Утворення дільничних комісій                                                                      | до 6 лютого          |
| Проведення перевірки готовності територіальних та дільничних комісій до роботи у день референдуму | 21 лютого            |
| Дострокове голосування                                                                            | 22–26 лютого         |
| День референдуму                                                                                  | 27 лютого            |
| Встановлення підсумків референдуму                                                                | Не пізніше 6 березня |

Джерело: ЦВК

### Територіальні комісії
<div style="border: solid transparent;position:absolute;width:100px;line-height:0;
<div style="border: solid transparent;position:absolute;width:100px;line-height:0;
<div style="border: solid transparent;position:absolute;width:100px;line-height:0;

<div style="border: solid transparent;position:absolute;width:100px;line-height:0;
<div style="border: solid transparent;position:absolute;width:100px;line-height:0;
<div style="border: solid transparent;position:absolute;width:100px;line-height:0;
26 січня Центральна виборча комісія Республіки Білорусь сформувала 153 територіальні виборчі комісії. До них увійшли 1857 осіб (400 осіб — держслужбовці, 78 — у віці до 30 років, 1213 — жінки), а саме:
| Колір                                      | Категорія                      | Підрозділи                     | Число членів |
| ------------------------------------------ | ------------------------------ | ------------------------------ | ------------ |
|                                            | Власне бажання (подання заяви) | Власне бажання (подання заяви) | 636          |
|                                            | Громадські об'єднання          | Федерація профспілок Білорусії | 321          |
|                                            | Громадські об'єднання          | БРСМ                           | 125          |
|                                            | Громадські об'єднання          | Біла Русь                      | 150          |
|                                            | Громадські об'єднання          | Білоруська спілка жінок        | 136          |
| Білоруське громадське об'єднання ветеранів | Громадські об'єднання          | 119                            |              |
| Білоруський фонд миру                      | Громадські об'єднання          | 105                            |              |
| Інші                                       | Громадські об'єднання          | 54                             |              |
|                                            | Трудові колективи              | Трудові колективи              | 122          |
|                                            | Провладні політичні партії     | КПБ                            | 80           |
| ЛДПЛ                                       | Провладні політичні партії     | 5                              |              |
| СДПНЗ                                      | Провладні політичні партії     | 3                              |              |
| РПтС                                       | Провладні політичні партії     | 1                              |              |
| Усього                                     | Усього                         | Усього                         | 1857 чол.    |

Усього 7 із 15 політичних партій скористалися правом висувати своїх кандидатів у територіальні комісії. З семи партій представництво отримали чотири, лояльні до чинної влади, партії.

### Виборчі дільниці
<div style="border: solid transparent;position:absolute;width:100px;line-height:0;
<div style="border: solid transparent;position:absolute;width:100px;line-height:0;
<div style="border: solid transparent;position:absolute;width:100px;line-height:0;

<div style="border: solid transparent;position:absolute;width:100px;line-height:0;
<div style="border: solid transparent;position:absolute;width:100px;line-height:0;
<div style="border: solid transparent;position:absolute;width:100px;line-height:0;
Избирательные участки
Загалом, за даними Центвиборчкому, у країні було організовано 5510 дільниць для голосування (на президентських виборах 2020 року було на 257 дільниць більше — 5767). Зменшення виборчих дільниць, за заявою ЦВК, пов'язане із зменшенням сільського населення та оптимізацією. Проголосувати можна відпочиваючим у санаторіях або пацієнтам у лікарнях, де створено 217 дільниць. В армії утворено 12 виборчих дільниць.
2 лютого прес-секретар білоруського МЗС Анатолий Глаз, що відомство не планує відкривати виборчі дільниці за кордоном. Багато посольств і консульств ухвалили рішення не наражати на ризик здоров'я співробітників і голосуючих у зв'язку з різкою зміною епідеміологічної обстановки в країнах перебування. У ряді держав рівень клінічно підтверджених випадків захворювання на новий штам коронавірусу зростає в геометричній прогресії, введені жорсткі обмеження щодо переміщення людей між регіонами. Також приводом для відмови від закордонного голосування стало те, що під час президентських виборів 2020 року на будівлі дипломатичних місій було здійснено понад 20 актів агресії щодо білоруських дипломатів, вандалізму із пошкодженням будівель та майна. У деяких посольствах зовсім не вистачає персоналу.
Лише дві опозиційні партії: Білоруська соціал-демократична партія (Грамада) та Об'єднана громадянська партія намагалися представити себе у виборчих дільницях. БСДП (Грамада) висунула сім осіб, а ОЗУ — двох, проте нікого з них у виборчі комісії за підсумком не взяли.
Число виборчих дільниць по областях наступне:
| Колір  | Регіон               | Число дільниць | У санаторіях тощо | У військових частинах |
| ------ | -------------------- | -------------- | ----------------- | --------------------- |
|        | Берестейська область | 883            | 32                | 1                     |
|        | Вітебська область    | 714            | 18                | 1                     |
|        | Гомельська область   | 977            | 38                | 0                     |
|        | Гродненська область  | 608            | 35                | 2                     |
|        | Могилевська область  | 707            | 32                | 0                     |
|        | Мінська область      | 929            | 37                | 4                     |
|        | Мінськ               | 692            | 25                | 4                     |
| Усього | Усього               | 5510 ділянок   | 217 ділянок       | 12 ділянок            |

### Спостерігачі
Відомості про спостерігачів, акредитованих комісіями з референдуму
| Колір                                       | Категорія                      | Підрозділи                                 | Число членів |
| ------------------------------------------- | ------------------------------ | ------------------------------------------ | ------------ |
|                                             | Власне бажання (подання заяви) | Власне бажання (подання заяви)             | 7 059        |
|                                             | Громадські об'єднання          | Федерація профспілок Білорусії             | 9 499        |
|                                             | Громадські об'єднання          | БРСМ                                       | 5 145        |
|                                             | Громадські об'єднання          | Біла Русь                                  | 4 989        |
|                                             | Громадські об'єднання          | Білоруська спілка жінок                    | 4 252        |
|                                             | Громадські об'єднання          | Білоруське громадське об'єднання ветеранів | 3 837        |
|                                             | Громадські об'єднання          | Білоруський фонд миру                      | 2 697        |
|                                             | Громадські об'єднання          | Інші                                       | 1607         |
|                                             | Трудові колективи              | Трудові колективи                          | 3 661        |
|                                             | Політичні партії               | КПБ                                        | 1 230        |
|                                             | Політичні партії               | ЛДПЛ                                       | 265          |
| СДПНЗ                                       | Політичні партії               | 115                                        |              |
| РПтС                                        | Політичні партії               | 59                                         |              |
| Білоруська аграрна партія                   | Політичні партії               | 233                                        |              |
| Білоруська партія лівих «Справедливий світ» | Політичні партії               | 31                                         |              |
| Білоруська патріотична партія               | Політичні партії               | 12                                         |              |
| Білоруська соціально-спортивна партія       | Політичні партії               | 229                                        |              |
| Об'єднана громадянська партія               | Політичні партії               | 1                                          |              |
| Соціал-демократична партія Народної Згоди   | Політичні партії               | 115                                        |              |
| Усього                                      | Усього                         | Усього                                     | 44 921 чол.  |

## Хід голосування

### Відомості про кількість учасників референдуму
<div style="border: solid transparent;position:absolute;width:100px;line-height:0;
<div style="border: solid transparent;position:absolute;width:100px;line-height:0;
<div style="border: solid transparent;position:absolute;width:100px;line-height:0;

<div style="border: solid transparent;position:absolute;width:100px;line-height:0;
<div style="border: solid transparent;position:absolute;width:100px;line-height:0;
<div style="border: solid transparent;position:absolute;width:100px;line-height:0;
Усього, за даними Центвиборчкому, у країні 6 810 013 осіб, які мають виборче право.
| Колір  | Регіон               | Кількість учасників |
| ------ | -------------------- | ------------------- |
|        | Берестейська область | 974 145             |
|        | Вітебська область    | 834 701             |
|        | Гомельська область   | 1066935             |
|        | Гродненська область  | 732 989             |
|        | Могильовська область | 792 576             |
|        | Мінська область      | 1 136 421           |
|        | Мінськ               | 1 272 246           |
| Усього | Усього               | 6 810 013 учасників |

Джерело: ЦВК

### Дострокове
| Колір  | Регіон               | Вт (22.02)* | %    | Ср (23.02)* | %     | Чт (24.02)* | %     | Пт (25.02)* | %     | Сб (26.02)* | %     |
| ------ | -------------------- | ----------- | ---- | ----------- | ----- | ----------- | ----- | ----------- | ----- | ----------- | ----- |
|        | Берестейська область | 61 019      | 6,26 | 146 016     | 14,98 | 244 368     | 25,07 | 357 438     | 36,67 | 438 439     | 44,98 |
|        | Вітебська область    | 53 170      | 6,37 | 121 449     | 14,55 | 189 909     | 23,83 | 282 296     | 33,82 | 363 930     | 43,60 |
|        | Гомельська область   | 93 357      | 8,75 | 190 555     | 17,86 | 294 581     | 27,61 | 414 077     | 38,81 | 523 012     | 49,02 |
|        | Гродненська область  | 30 346      | 4,14 | 79 824      | 10,89 | 152 831     | 20,85 | 229 503     | 31,31 | 312 185     | 42,59 |
|        | Могилевська область  | 40 263      | 5,08 | 119 679     | 15,10 | 208 765     | 26,34 | 302 526     | 38,17 | 351 904     | 44,40 |
|        | Мінська область      | 72 533      | 6,38 | 169 170     | 14,88 | 275 469     | 24,23 | 384 838     | 33,85 | 492 388     | 43,31 |
|        | Мінськ               | 70 940      | 5,58 | 162 729     | 12,80 | 264 307     | 20,79 | 363 724     | 28,61 | 441 783     | 34,75 |
| Усього | Усього               | 421 549     | 6,19 | 989 517     | 14,53 | 1 639 207   | 24,07 | 2 334 525   | 34,28 | 2 923 604   | 42,93 |

* Приблизні дані, зазначені шляхом математичного перекладу відносного показника в абсолютний (з урахуванням округлення).

## Політична ситуація в країні на момент проведення референдуму

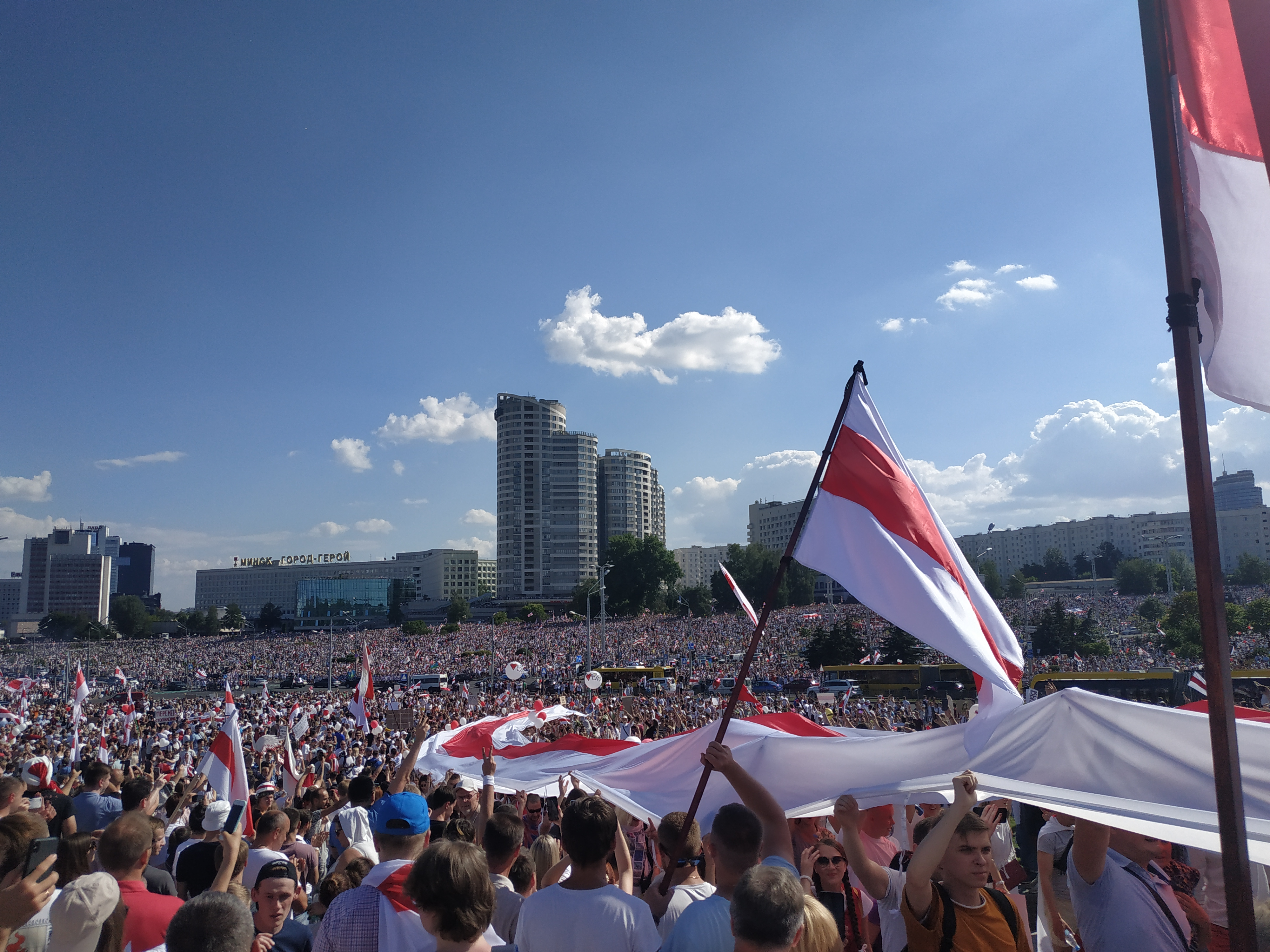
Марш за свободу — найбільш масова акція протесту в історії незалежної Білорусії.

Міжнародна реакція на переобрання Лукашенка:
Білорусь
Привітали Лукашенко
Не визнали результати виборів
Висловили занепокоєння
Без реакції

На час проведення референдуму політична ситуація у країні залишається нестабільною. На даний момент правозахисники визнали політв'язнями понад 950 осіб, було заведено близько 5 тисяч «протесних» кримінальних справ. Після виборів у 2020 році громадянське суспільство ще більше втратило довіру до білоруської влади. Люди, які тоді вийшли на акції протесту, закликали провести нові вибори і вимагали відставки президента. Відповідно до висновку доповідача ОБСЄ у межах Московського механізму, є незаперечні докази фальшування виборів. У ході зіткнень частини протестувальників із правоохоронцями міліція застосувала сльозогінний газ, світлошумові гранати, водомети та гумові кулі, що, на думку керівництва силових органів, було виправдано провокаціями та порушеннями громадського порядку з боку демонстрантів. Опозиція звинуватила правоохоронні органи у надмірній жорстокості та насильстві щодо мирних протестувальників. Випущені на волю затримані свідчили про знущання та катування, яких вони зазнали. За даними Організації Об'єднаних Націй, катування зазнали як мінімум 450 осіб. За підсумками владі вдалося придушити протести. Через акції протесту постраждала економіка країни: піднялися ціни на іноземні валюти, люди почали забирати свої вклади з банків, виник ризик дефолту.
Найбільш масовими акціями протесту стали недільні марші опозиції у Мінську. Щотижня у столиці проходили жіночі ходи, ходи пенсіонерів та інвалідів. Щодня у Мінську та інших містах проводилися численні акції солідарності студентів та професорсько-викладацького складу вузів, науковців, юристів, медиків, спортсменів, представників бізнес-спільноти, журналістів, звичайних городян (пікети, мітинги, «ланцюжки солідарності», перформанси, демонстрація опозиції символіки, графіті та написи політичного змісту). Щовечора у спальних районах Мінська проходили дворові протестні акції, на яких перед присутніми виступали місцеві музиканти та артисти. Великі масштаби набуло розміщення в інтернеті колективних та індивідуальних відеозвернень, відкритих листів.
Сам Олександр Лукашенко називав протести організованими з-за кордону. США та більшість країн Європейського союзу, на відміну від Росії, не визнали результатів виборів. За цей час захід ухвалив п'ять пакетів санкцій щодо білоруських підприємств, представників керівництва Білорусії, включаючи президента Лукашенка, членів виборчих комісій, керівників та співробітників силових органів, керівників великих державних підприємств. Публічно заявлена у цей період підтримка з боку російського президента Володимира Путіна допомогла Олександрові Лукашенку утримати владу.

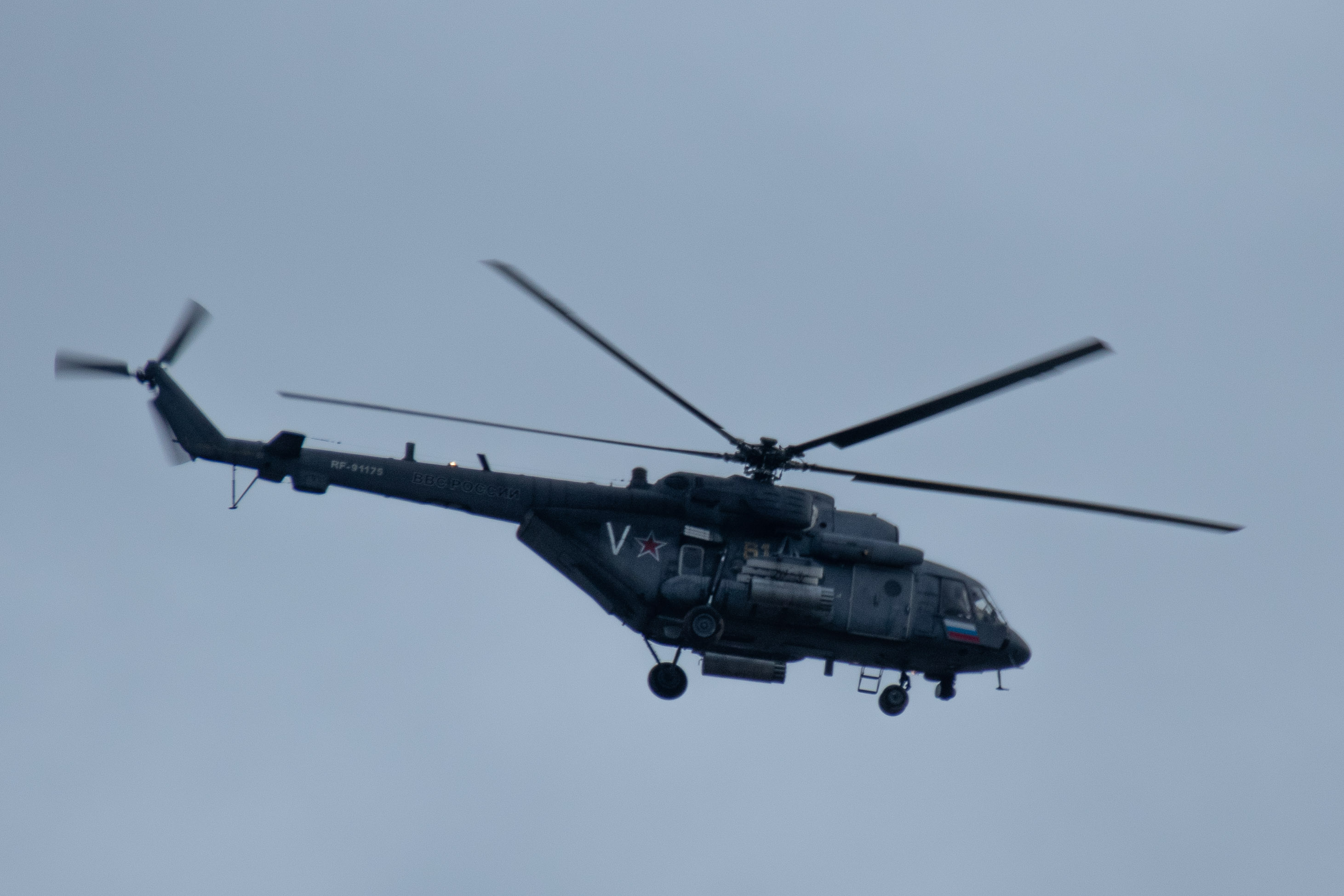
Транспортно-штурмовий гелікоптер Мі-171 Ш (Мі-8АМТШ) RF-91175 ВПС Росії над Мінськом, 23 лютого 2022 року.

24 лютого, під час проведення дострокового голосування, Росія вторглася на територію України. Майже одразу з'явилася інформація, що з території Білорусії також йде наступ на землі України. Про це заявила як Державна прикордонна служба України, так і авторитетний американський телеканал CNN. Проте офіційна влада заперечує цей факт. Експерти сходяться на думці, що Білорусія стала частиною російської військової операції, незважаючи на те, що влада поки що це заперечує. Відразу після цього Захід почав вводити санкції проти Росії, які також торкнулися Білорусі. Наприклад, санкції США стосуватимуться 24 фізичних та юридичних осіб, підприємств оборонного та фінансового сектора, які тісно співпрацюють з Росією. У свою чергу Велика Британія також запровадила санкції проти Росії, які поширюватимуться і на Білорусь. Після збройного конфлікту, що почався, білоруський рубль почав падати по відношенню до американського долара і євро. У деяких банках країни іноземна валюта взагалі відсутня. 26 лютого лідерка демократичних сил Світлана Тихановська закликала білорусів вийти на акції протесту проти війни. Вона закликала прихильників світу прийти на виборчі дільниці та активно виражати протест проти війни.

## Тактика опозиції
У свою чергу білоруська опозиція, в особі офісу Світлани Тихановської, Народного антикризисного управления, Координаційної ради, а також платформи «Голос», «Зубр» та «Чесні люди» хочуть зірвати референдум. Вона закликає своїх прихильників прийти на дільницю та поставити хрестики навпроти всіх запропонованих варіантів у бюлетені. Таким чином, документ буде недійсним. Також противники чинної влади кажуть, що Лукашенко боїться нових протестів, які можуть спалахнути після референдуму. Таким чином, вважає опозиція, білоруси зможуть продемонструвати незгоду з владою країни, перетворивши референдум на «вотум недовіри до режиму». Незалежні експерти сходяться на думці, що іншого виходу білоруська опозиція не мала і що зіпсувати бюлетень — найкращий варіант. Однак у такий спосіб зірвати референдум не вдасться. Голова ЦВК Ігор Карпенко заявив, що заклики опозиції до бойкотування конституційного референдуму та до псування бюлетенів є деструктивними.
Таким чином, за задумом опозиції, бюлетені, які громадяни зроблять недійсними, вони надсилатимуть до «Голосу», який, як і під час президентських виборів 2020 року, вважатиме голоси. А «Зубр» та «Чесні люди» закликають усіх громадян ставати цивільними «контролерами» та слідкувати за порушеннями на дільницях.
У цій ситуації, коли у країні відсутні незалежні дослідницькі організації, важко сказати, що білоруси думають про план опозиції. Єдині доступні дані — це цифри «Народного опитування», ініціативи, яка проводить соціологічні дослідження, насамперед, серед протестної частини суспільства. Згідно з їхнім опитуванням, про стратегію опозиції на референдумі чули 93 % опитаних, їх підтримує план — понад 70 %. На думку політолога Артем Шрайбмана, ці дані означають те, що своя протестна аудиторія заклик опозиції сприйняла. Проте експерт не впевнений, що стратегію помітили чи помітять переважна більшість білорусів. У країні повних ходом іде деполітизація, і кампанія загалом не викликає живого інтересу у суспільства.
Також Шрайбман висловив думку, що тактика опозиції дає супротивникам чинної влади проголосувати проти самого факту проведення референдуму, висловити свій протест у легальний спосіб. Головною проблемою є те, що виборчі комісії замовчуватимуть реальну статистику про зіпсовані бюлетені. Отже, ця кампанія спрямована насамперед на психологічний вплив на прихильників опозиції. Вони пропонують замість того, щоб сидіти вдома, прийти на виборчу дільницю та зробити якусь колективну дію. Противники чинної влади також хочуть створити стрес для системи. Якщо кампанія зі псування бюлетенів виявиться успішною, то члени виборчих комісій ігноруватимуть величезні стоси зіпсованих бюлетенів. Це може створити хоч якесь напруження, через яке почнуть відбуватися збої «на місцях». Політолог також добивав, що від цього референдуму не варто чекати на щось революційне. У будь-якому разі, чи то при поразці чинної влади, чи її перемозі, в країні залишиться «Конституція Лукашенка». Тому в будь-якому результаті опозиція не зможе заявити про вкрадену перемогу.
Проте не всі солідарні із тактикою опозиції. Наприклад, голова Консервативно-Християнської Партії—БНФ, один із найпомітніших критиків Лукашенка Зенон Позняк висловив думку, що у референдумі не можна брати участь. Він вважає, що «для фальсифікаційної машини голосування потрібне лише одне — щоб люди прийшли на дільниці. Не має значення, як вони голосуватимуть. Тому ті, хто вдає, що не розуміють цього, і починають закликати, вони працюють не на білоруський народ».
18 грудня лідер демократичних сил Світлана Тихановська закликала своїх прихильників прийти на дільниці для голосування о 14:00 та привітатись один з одним по-білоруськи. Вона все також закликала викреслити обидва запропоновані варіанти в бюлетені і по можливості сфотографувати документ, щоб відправити світлину в чат-бот платформи з перевірки чесності виборів «Голос».

## Варіанти Конституції
22 липня 2021 року Конституційна комісія опублікувала перелік поправок до Основного закону країни. Вони запропонували збільшити віковий ценз і ценз осілості для учасників президентських виборів, закріпити за Всебілоруськими народними зборами статус вищого представницького органу народовладдя, обмежити законодавчу функцію президента, заборонивши йому видавати декрети, що мають силу закону, збільшити термін повноважень парламенту з чотирьох до п'яти років. прем'єр-міністра, створити інститут уповноваженого з прав людини, закріпити в Конституції що «шлюб — це спілка жінки та чоловіка». Проте Лукашенко наказав доопрацювати проєкт, після чого разом із ним «пройтися по кожному пункту».

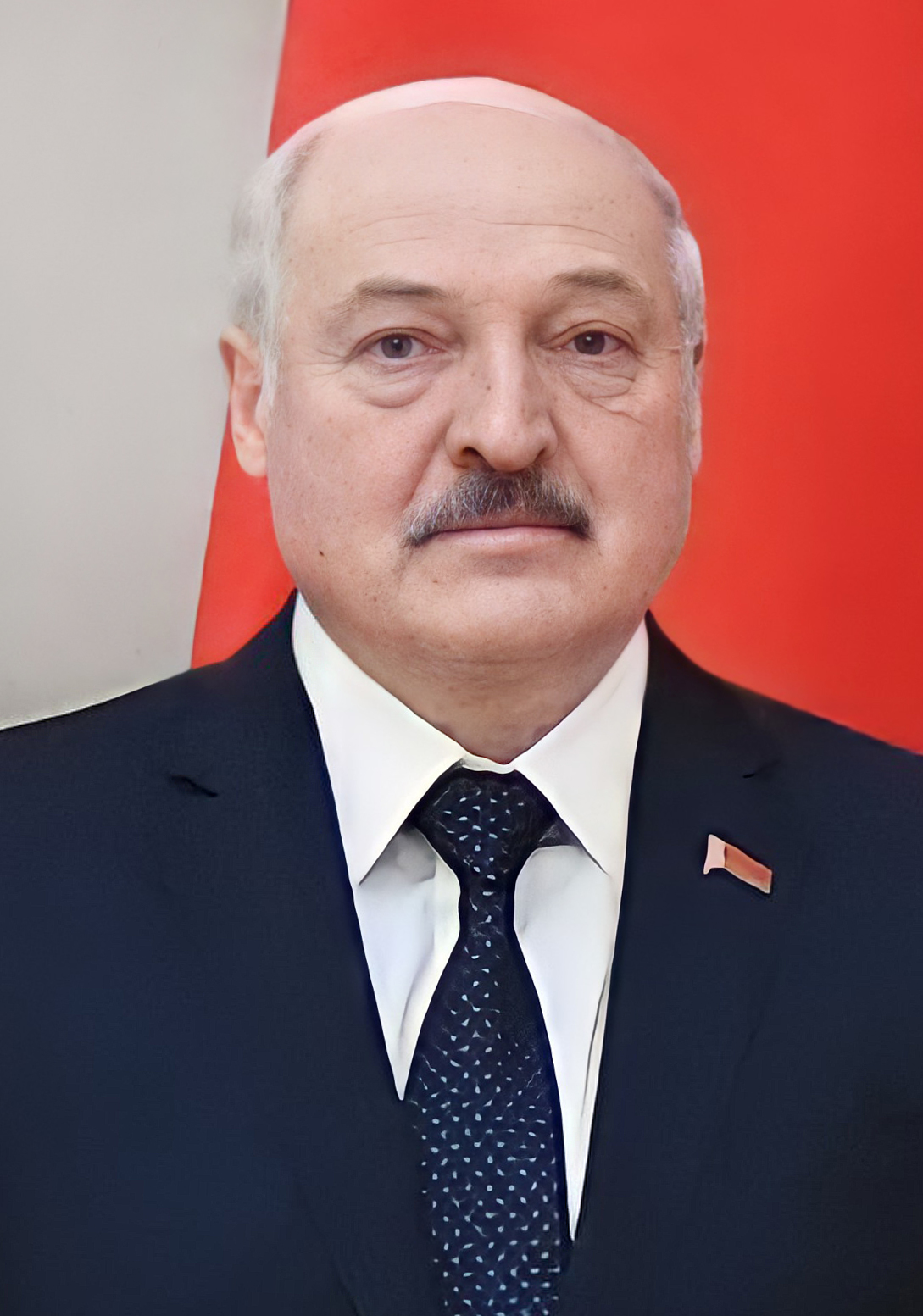
Олександр Лукашенко

27 грудня влада республіки опублікувала, фактично, фінальний проєкт Конституції. Однак вони заявили, що в проєкті можуть з'явитися нові правки після «всенародного обговорення». Порівняно з раніше опублікованою версією Конституції були додані пункти: у разі насильницької загибелі президента влада перейде до Ради безпеки на чолі з головою Ради Республіки (раніше було підписано декрет про перехід влади до рук Ради безпеки, але на чолі з прем'єр-міністром); президента, який припинив виконання повноважень, не зможуть притягти до відповідальності за ті дії, які він робив на своїй посаді. Також президент, у разі його звільнення з посади, може стати довічним членом Ради Республіки, що також дає йому недоторканність. Влада запропонувала обмежити президентські терміни до двох (після референдуму 2004 року президент міг обиратися необмежену кількість разів). Всебілоруські народні зібрання також планують зробити найвищим органом влади.
У разі прийняття нової Конституції вони зможуть призначати членів Центральної виборчої комісії, суддів Верховного та Конституційного судів (зараз це право ділять президент та Рада Республіки), а також зможе оголошувати імпічмент президенту, визначати основні напрямки внутрішньої та зовнішньої політики, може вносити до парламенту закони, призначати референдуми, пропонувати поправки до Конституції, запроваджувати надзвичайний та військовий стан, розглядати питання про легітимність виборів. Крім того, в Конституції прописали, що Білорусь розвиває атомну енергетику в мирних цілях. Також у новому варіанті Основного закону прибрали пункт, в якому було сказано про те, що Білорусь прагне статусу нейтральної країни.
В інтерв'ю російському виданню Лукашенко заявив, що саме він писав нову Конституцію. 21 січня влада опублікувала підсумковий варіант Конституції, який буде винесений на референдум. Порівняно із попередніми версіями додали поняття «ідеології білоруської держави». Деякі пункти були повернені до свого первісного вигляду, а деякі раніше додані пункти вирішили прибрати. Також у проєкті Конституції прописали, що одна людина не може обіймати кілька посад одночасно. Однак це виправлення не поширюватиметься на Олександра Лукашенка. Він, на пропозицію Всебілоруських народних зборів, зможе обіймати посаду президента та посаду голови зборів одноразово. За словами заступника глави Адміністрації президента Республіки Білорусь Ольги Чуприс це зроблено для того, щоб «передбачити додаткові страхові троси».
Особливість опублікованого проєкту, що виноситься на референдум, у тому, що виборцям пропонується не повний текст Конституції у новій редакції, а лише зміни до чинного Основного закону країни. І це головна відмінність від документа, опублікованого 27 грудня. Там влада опублікувала повний текст Конституції, а зміни були відзначені зеленим кольором. Завдяки цьому можна було зручно читати новий варіант Основного закону країни та робити висновки. У нинішній версії друкуються лише зміни та доповнення. Щоб зрозуміти нововведення виборцю, потрібно мати перед собою старий варіант Конституції.

## Думки експертів
Депутат Палати представників Галина Гагунова вважає, що поправки, які пропонують білоруська влада, — це «вищий пілотаж демократії та народовладдя». На думку провладного політолога Вадима Гігіна, нова Конституція «роззброює Захід». Депутат Палати представників Марина Ленчевська вважає, що ця редакція Конституції «написана для білоруського народу». 21 січня голова Ліберально-демократичної партії Білорусі Олег Гайдукевич заявив, що за перший рік треба буде ухвалити не менше 50 законів для імплементації положень оновленої Конституції. За словами лідера провладної партії, зміни Конституції розроблені для тих, хто мріяв, щоб у Білорусії «розвивались демократичні процедури, щоб люди могли вирішувати більше».
Незалежні експерти вважають, що оновлена Конституція не змінить ситуації у країні. Вони вважають, що готується транзит влади на найвищому рівні. Сам Лукашенко 18 січня заявив, що в республіці скоро до влади «прийдуть нові люди». Проте, як зазначають політологи, той нікуди не збирається йти. Він не раз говорив про те, що «втомився, що наївся влади, наївся президентства». Вони вважають, що Лукашенко хоче піти у Всебілоруські народні збори і, завдяки широким повноваженням Всебілоруських народних зборів, контролювати свого наступника. На думку американського політолога Григорія Іоффе, наступником Лукашенка може стати будь-хто з політиків, які пережили багато з ним. Це може бути як міністр закордонних справ Володимир Макей, так і голова Ради Республіки Наталія Кочанова. На думку політолога, наступником стане хтось із «нових людей», про яких говорив Олександр Лукашенко.

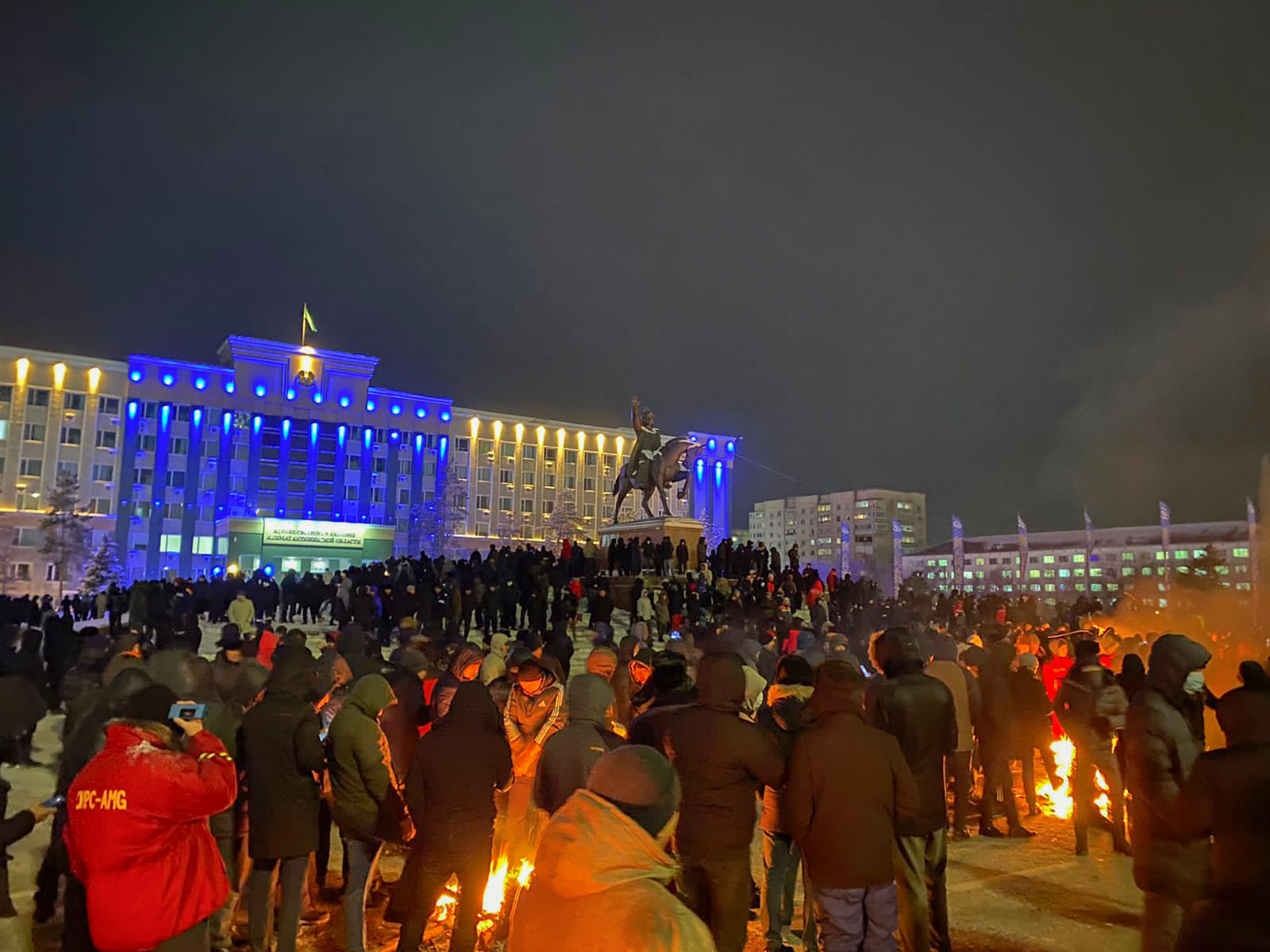
Одна з акцій протесту у м. Київ Актобе

Політолог Артем Шрайбман заявив, що запропонований проєкт Конституції створює передумови для двовладдя. Як приклад він навів Казахстан, де після підвищення цін на газ почалися масові акції протесту. На думку Шрайбмана, казахстанський досвід показав, до чого може призвести двовладдя. Експерт погоджується, що така форма правління до добра не доводить. За такої форми правління є великий шанс, що при відновленні протестів влада втратить контроль над силовим апаратом. Політолог Валерій Карбалевич вважає, що після подій у Казахстані Олександр Лукашенко «дуже пошкодує, що розпочав цю ризиковану гру зі створенням другого центру влади у вигляді Всебілоруських народних зборів». У свою чергу Шрайбман зазначає, що приклад Казахстану показав Олександру Лукашенку, наскільки нерайдужною може стати передача влади.
Колишній білоруський дипломат Павло Мацукевич вважає, що нова редакція Основного закону країни спрямована не на еволюцію конституційного ладу, а на захист Олександра Лукашенка. Для цього у новій Конституції існує кілька механізмів. Перший — колишній президент може стати довічним членом Ради Республіки, тим самим забезпечити собі недоторканність до самої смерті. Також у новому варіанті Основного закону країни прописали, що президента, який припинив виконання повноважень, не зможуть притягнути до відповідальності за ті дії, які він робив на своїй посаді.
Політик Анатолій Лебедько висловив думку, що креслення пункту про прагнення Білорусії до нейтралітету — це «жест у бік Кремля». Політолог Павло Усов зазначив, що «ця норма [прагнення Білорусії до нейтралітету] ніколи, по суті, не дотримувалася. Її внесли до Конституції, щоб наголосити на бажанні Білорусі мати позаблоковий статус, грати роль свого роду геополітичного мосту між Заходом і Сходом». Усов також вважає, що прибравши пункт про нейтралітет Білорусії, Лукашенко хоче підкреслити — у рамках політичного торгу з Росією — те, що Білорусь знімає з себе якісь зобов'язання перед Заходом і демонструє повну включеність до стратегічних пріоритетів Москви.
Політолог Валерій Карбалевич заявив, що ця конституційна реформа «не потрібна нікому: ні номенклатурі, ні суспільству, ні опозиції». Сам Лукашенко заявляв, що йому ця Конституція не потрібна. Що після її ухвалення, що після її відхилення у президента залишається досить багато повноважень. Чиновники, які приходили на збори до робітничих колективів, не могли виразно пояснити, навіщо приймається новий Основний закон. На думку Карбалевича, суспільство зараз має абсолютно інші запити. Воно хоче демократичних змін, звільнення Лукашенка з влади. Таку ситуацію, коли новий проєкт Конституції нікому не потрібен, Карбалевич охарактеризував так: «запускають на орбіту штучний супутник Землі, і він починає жити своїм власним життям».
Карбалевич також висловився про всенародне обговорення варіанта Конституції. Період, коли народ мав обговорювати нову редакцію Основного закону країни, збігся з новорічними святами. У цей час вивчати проєкт Конституції замість сидіння за святковим столом могли лише диваки. На думку політолога це означає, що «влада не спромоглася навіть імітувати „всенародне обговорення“. Все вилилося у банальну профанацію. Це означає, що вони мало зацікавлені у легітимності процесу конституційної реформи».
Під час зустрічі депутатів Бундестагу зі Світланою Тихановською соціал-демократ Нильс Шмид висловив занепокоєння тими змінами до Конституції, які стосуються без'ядерного статусу країни. Він заявив, що прибравши цей пункт із Основного закону країни Білорусь серйозно змінить ситуацію у сфері безпеки в Європі.

## Міжнародне спостереження

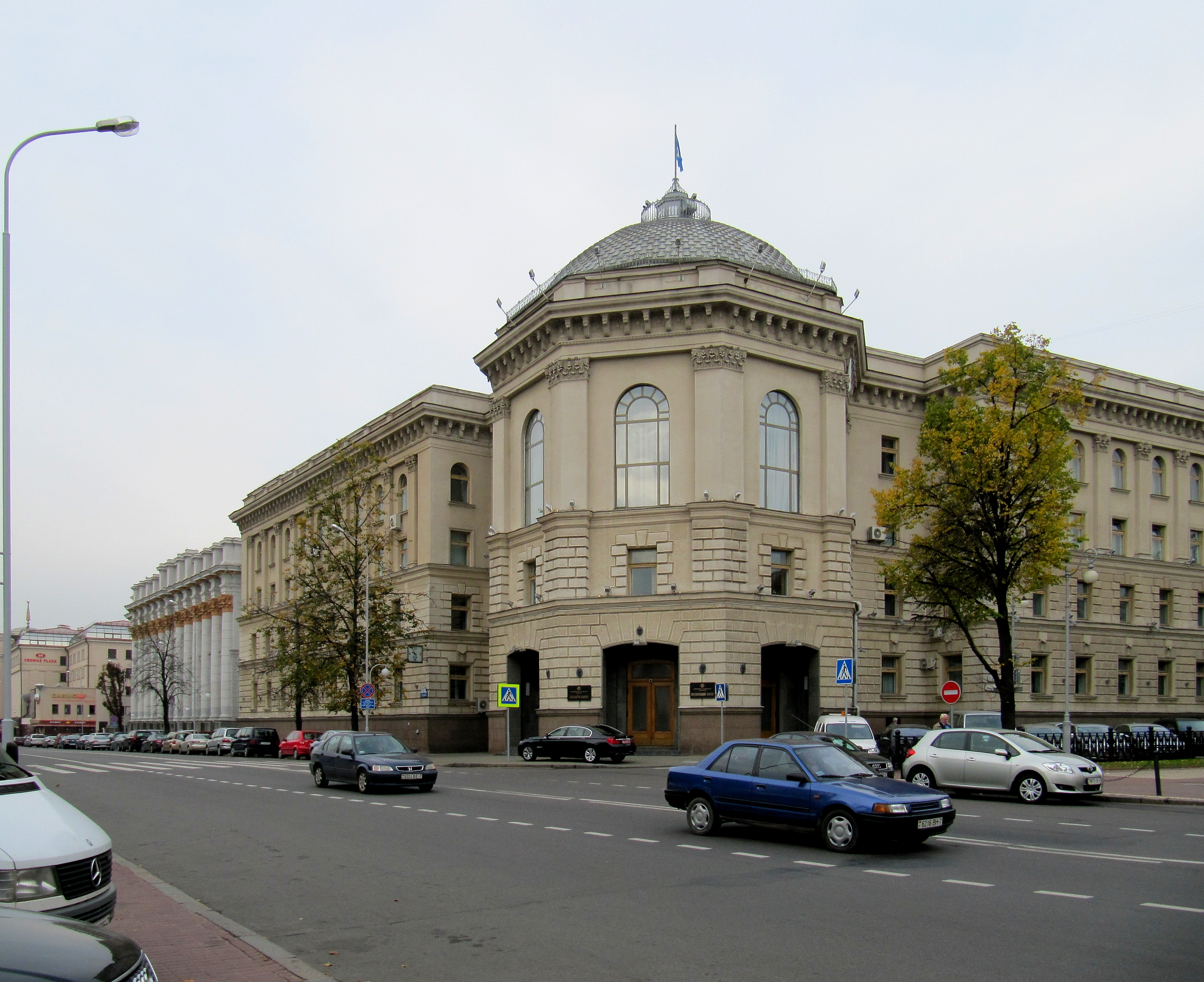
Будівля виконкому СНД

На цей референдум Центрвиборчком запросив спостерігачів від країн СНД та Шанхайської організації співробітництва (ШОС). Координувати роботу спостерігачів Штаб місії, що розмістився у будівлі Виконавчого комітету СНД. Члени штабу проведуть аналіз виборчого законодавства, розподілять спостерігачів по регіонах країни та визначать порядок їхньої роботи, підготують необхідні інформаційно-методичні, нормативно-правові матеріали. З метою всебічного вивчення кампанії з проведення референдуму Штаб місії направить листи до державних органів, до компетенції яких входить розгляд скарг, пов'язаних з порушеннями кампанії з проведення референдуму, з проханням надавати інформацію про звернення, що надійшли, і результати їх розгляду. Місію від СНД очолив Ільхом Неематов.
У свою чергу, Європейський Союз не планує направляти своїх спостерігачів на референдум. Проте раніше заявлялося, що із країн Євросоюзу мають приїхати близько 30 короткострокових спостерігачів. Також влада республіки відмовилася надсилати запрошення спостерігати за референдумом БДІПЛ ОБСЄ. Своє рішення міністр закордонних справ Володимир Макей пояснив тим, що інститут ОБСЄ «немає відмінностей в електоральних кампаніях у західних країнах і державах, що знаходяться на схід від Відня». На його думку, підсумкові доповіді цих організацій щодо виборів і референдуму пишуться заздалегідь і максимально політизовані.
| Організація, яка направила спостерігачів | Кількість |
| --- | --------- |
| СНД | 108       |
| Міжпарламентська асамблея СНД | 37        |
| Файл:SCO logo.svg ШОС | 14        |
| Виборчі органи іноземних держав (Росії, Казахстану, Вірменії, Киргизії, Таджикистану, Азербайджану, Узбекистану)                             | 14        |
| Парламентська асамблея ОДКБ | 2         |
| Незалежні спостерігачі (політики, депутати, громадські діячі з Австрії, Німеччини, Іспанії, Італії, Литви, Сербії, України, Швеції, Естонії) | 22        |
| Усього | 195       |

## Результати
Наступного дня після референдуму голова Центральної виборчої комісії республіки Ігор Карпенко заявив, що «за ухвалення змін та доповнень до Конституції Республіки Білорусь проголосувало 65,16 % учасників референдуму, внесених до списків для голосування. Проти — 10,07 %». Відповідно до законодавства республіки, референдум вважається таким, що відбувся, якщо в ньому взяло участь понад 50 % громадян з виборчим правом. За попередніми даними, участь у референдумі взяло 78,63 % таких громадян. Центрвиборчком запланував проведення підсумкового засідання на 3 березня.